# Mauro González (político)
Mauro Daniel González Villaroel (Puerto Varas, 25 de mayo de 1985) es un abogado y político chileno de Renovación Nacional. Desde marzo de 2022 ejerce como diputado por el Distrito N°26 de la Región de Los Lagos. Entre 2018 y 2019 se desempeñó como Seremi del Trabajo y Previsión Social de Los Lagos.

## Biografía
Es hijo de Mauro Fredy González Carillo y Erna Alicia Villarroel Luengo. Se casó con Valeria Romina Paredes Recabarren el 20 de febrero de 2013 en Fresia.
Culminó su Enseñanza Media en el Colegio Purísimo Corazón de María de Fresia. Es Abogado y Licenciado en Ciencias Jurídicas y Sociales de la Universidad Gabriela Mistral. También es candidato a Magister en Derecho Público de la Universidad Santo Tomás de Puerto Montt y en esa misma institución posee diplomados en Derecho Procesal, Constitucional y Acciones Constitucionales, en Derecho Administrativo, Derecho Administrativo Aplicado y un postítulo en Derecho Público.
Fue asesor jurídico, Secretario Municipal suplente y Director de Control de la Municipalidad de Fresia.
En 2018 fue designado como secretario regional ministerial del Trabajo y Previsión Social de la Región de Los Lagos, cargo que dejó en octubre de 2019 para asumir la Dirección del Trabajo local. En agosto de 2021 renunció a su puesto para ser candidato a diputado.
Para las elecciones parlamentarias de 2021 se presentó como candidato a diputado por el Distrito 26 que abarca las comunas de Calbuco, Cochamó, Maullín, Puerto Montt, Ancud, Castro, Chaitén, Chonchi, Curaco de Vélez, Dalcahue, Futaleufú, Hualaihué, Palena, Puqueldón, Queilén, Quellón, Quemchi, Quinchao, en un cupo de RN en la lista de Chile Podemos Más. Obtuvo 9.569 votos, equivalentes al 6,42% del total de los sufragios válidamente emitidos. Asumió el cargo el 11 de marzo de 2022, integrando las comisiones permanentes de Obras Públicas, Transportes y Telecomunicaciones; Pesca, Acuicultura e Intereses Marítimos, y Zonas Extremas y Antártica Chilena.

## Historial electoral

### Elecciones parlamentarias de 2021
- Elecciones parlamentarias de 2021 a Diputado por el distrito 26 (Calbuco, Cochamó, Maullín, Puerto Montt, Ancud, Castro, Chaitén, Chonchi, Curaco de Vélez, Dalcahue, Futaleufú, Hualaihué, Palena, Puqueldón, Queilén, Quellón, Quemchi, Quinchao).[3]